# Urban Strike
Urban Strike est un jeu vidéo d'action sorti en 1994 et sur Mega Drive puis converti sur Game Boy, Game Gear et Super Nintendo. Le jeu a été développé par The Edge, Foley Hi-Tech et Ganite Bay Software puis édité par Electronic Arts.

## Synopsis
L'histoire continue dans la lignée directe de Jungle Strike. Cette fois-ci, les scénaristes ont imaginé l'ennemi intérieur en la personne de H. R. Malone, un magnat de la presse et des médias. Les services secrets ont des indices concernant son implication dans la construction d'une arme dans le but de menacer le gouvernement des États-Unis. Cependant, on découvre assez rapidement lors de la première mission que le H. R. Malone en question n'est autre que Carlos Ortega, le baron de la drogue de Jungle Strike que l'on croyait mort dans l'explosion de sa base. Il s'est acheté une nouvelle identité grâce à la chirurgie esthétique.

## Système de jeu
Urban Strike reprend le concept de ses prédécesseurs, le joueur pilote un hélicoptère Mohican (projet jamais réalisé en réalité) toujours armé de la même manière avec 9 Hellfires, 38 Hydras, et 1 000 balles pour le Canon M230.
À l'instar de celles de son prédécesseur, les campagnes sont au nombre de 9 avec une difficulté progressive.
La principale nouveauté de cet opus est l'apparition de phases de jeu se faisant à pied. Ces passages, au nombre de 3, sont corsés relevant encore plus une difficulté déjà élevée.
La carte reste accessible à tout moment permettant de synthétiser tout ce que l'on connait sur la région concernant les objectifs, les ennemis et les alliés.